# اوآکا
اوآکا (به لاتین: Ouaka) یکی از استان های جمهوری آفریقای مرکزی است.

## خصوصیات
اوآکا ۴۹٬۹۰۰ کیلومترمربع مساحت و ۲۷۶٬۷۱۰ نفر جمعیت دارد.